# Вибори до Полтавської обласної ради 2010
Вибори до обласної ради 2010 — вибори до обласної ради, що відбулися 31 жовтня 2010 року. Вибори пройшли за змішаною системою. 

## Результати виборів

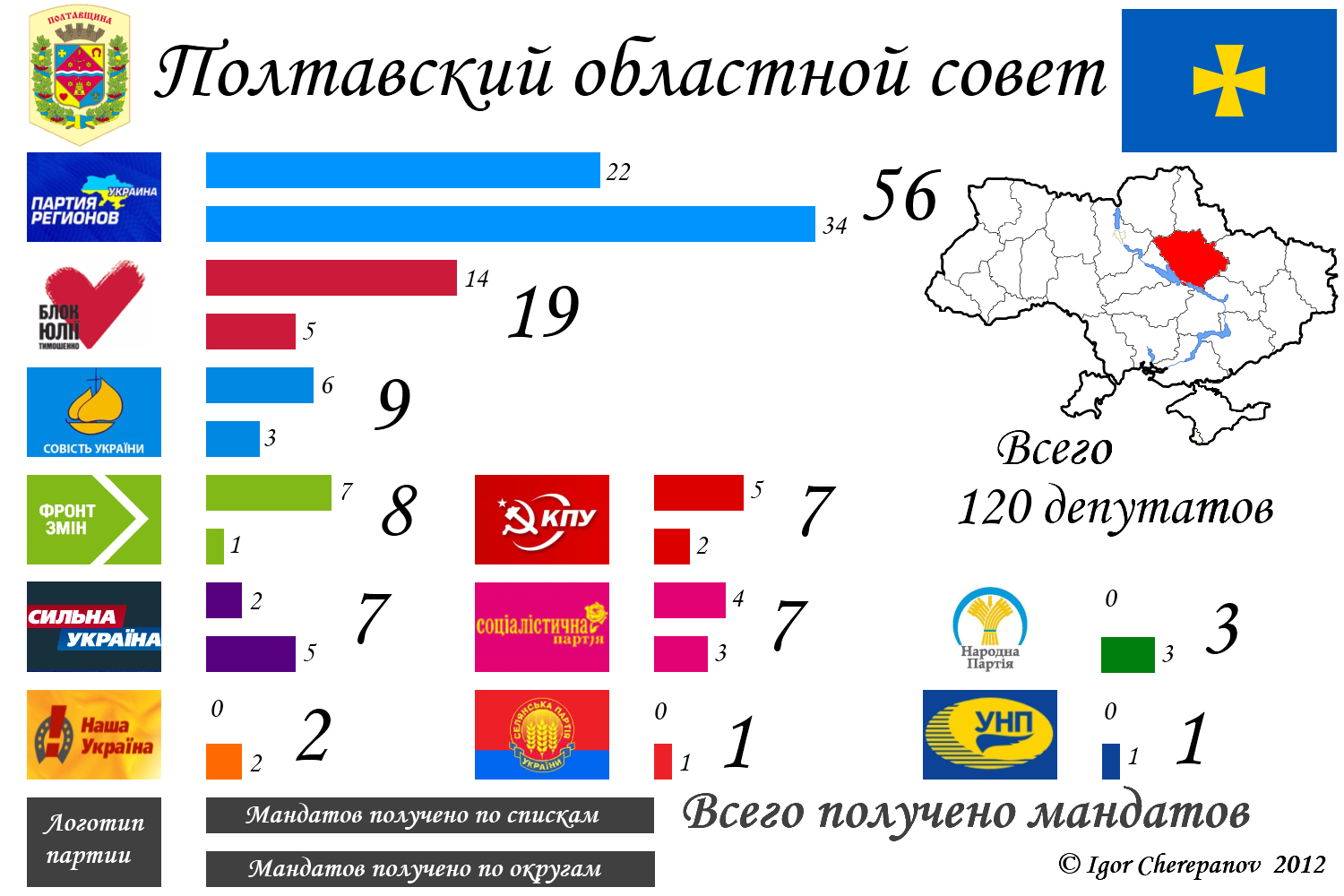
Результати виборів до Полтавської обласної ради

### Голосування за списки партій
| № | Партія чи блок                         | Голосів «За» | У %   | +/- відсотків у порівнянні з попередніми виборами | Місць |
| - | -------------------------------------- | ------------ | ----- | ------------------------------------------------- | ----- |
| 1 | Партія регіонів                        |              | 24,16 |                                                   | 22    |
| 2 | Всеукраїнське об'єднання «Батьківщина» |              | 15,49 |                                                   | 14    |
| 3 | Фронт змін                             |              | 7,48  |                                                   | 7     |
| 4 | Совість України                        |              | 6,??  |                                                   | 6     |
| 5 | Комуністична партія України            |              | 5,26  |                                                   | 5     |
| 6 | Соціалістична партія України           |              | 4,??  |                                                   | 4     |
| 7 | Сильна Україна                         |              | 3,00  |                                                   | 2     |
|   | Всеукраїнське об'єднання «Свобода»     |              | 2,09  |                                                   | 0     |
|   | Проти всіх                             |              |       | —                                                 | —     |
|   | Недійсні бюлетені                      |              |       | —                                                 | —     |
|   | В цілому                               |              | 100%  |                                                   |       |

### Одномандатні округи
| №  | Партія                                 | Здобуто місць |
| -- | -------------------------------------- | ------------- |
| 1  | Партія регіонів                        | 34            |
| 2  | Всеукраїнське об'єднання «Батьківщина» | 5             |
| 3  | Сильна Україна                         | 5             |
| 4  | Совість України                        | 3             |
| 5  | Соціалістична партія України           | 3             |
| 6  | Народна партія                         | 3             |
| 7  | Комуністична партія України            | 2             |
| 8  | Наша Україна                           | 2             |
| 9  | Фронт змін                             | 1             |
| 10 | Селянська партія України               | 1             |
| 11 | Українська народна партія              | 1             |

### Загальні підсумки здобутих партіями місць
| №  | Партія                                 | Здобуто місць |
| -- | -------------------------------------- | ------------- |
| 1  | Партія регіонів                        | 56            |
| 2  | Всеукраїнське об'єднання «Батьківщина» | 19            |
| 3  | Совість України                        | 9             |
| 4  | Фронт змін                             | 8             |
| 5  | Комуністична партія України            | 7             |
| 6  | Соціалістична партія України           | 7             |
| 7  | Сильна Україна                         | 5             |
| 8  | Народна партія                         | 3             |
| 9  | Наша Україна                           | 2             |
| 10 | Селянська партія України               | 1             |
| 11 | Українська народна партія              | 1             |

## Список депутатів
Список за алфавітом:
| 1. Андрієнко Микола Іванович 2. Балибіна Ірина Вікторівна 3. Безима Микола Дмитрович 4. Беседа Володимир Миколайович 5. Близнюк Іван Федорович 6. Бобков Іван Максимович 7. Бондаренко Віктор Миколайович 8. Бульба Степан Степанович 9. Бульбаха Юрій Іванович 10. Бурлей Віктор Васильович 11. Вернигора Григорій Петрович 12. Виноград Михайло Васильович 13. Ворона Петро Васильович 14. Гавловський Олександр Данилович 15. Галушко Борис Павлович 16. Гальченко Іван Васильович 17. Ганнущенко Микола Миколайович 18. Гапчич Дмитро Миколайович 19. Гаркуша Віктор Михайлович 20. Геращенко Сергій Вікторович 21. Головко Валерій Анатолійович 22. Горжій Ігор Григорович 23. Гринчак Ростислав Іванович 24. Гриценко Олександр Іванович 25. Гришанов Віктор Петрович 26. Данилейко Микола Іванович 27. Дорохіна Тамара Кирилівна 28. Дяченко Ольга Семенівна 29. Ждан Вячеслав Миколайович 30. Животенко Віктор Федорович 31. Жиденко Лев Анатолійович 32. Залужний Олександр Михайлович 33. Іваніна Олександр Васильович 34. Капленко Валерій Ілліч 35. Каплін Діонісій Сергійович 36. Капліна Тетяна Вікторівна 37. Коваленко Геннадій Борисович 38. Коваленко Олександр Андрійович 39. Коваль Володимир Дем'янович 40. Коваль Іван Михайлович | 41. Козерод Андрій Васильович 42. Козуб Володимир Григорович 43. Колєснік Юрій Вікторович 44. Кордубан Віктор Володимирович 45. Корост Тетяна Михайлівна 46. Коросташов Олександр Григорович 47. Кравецький Віктор Миколайович 48. Крайнова Руслана Леонідівна 49. Кривошеєв Юрій Борисович 50. Кривошей Михайло Михайлович 51. Кулініч Олег Іванович 52. Куроєдов Леонід Федорович 53. Кучерук Віталій Петрович 54. Лаврик Павло Дмитрович 55. Лебедин Юрій Якович 56. Лихожон Євгеній Анатолійович 57. Лотоус Віктор Вікторович 58. Ляшенко Олександр Володимирович 59. Мазепа Ігор Миколайович 60. Маник Петро Васильович 61. Марченко Володимир Олександрович 62. Масенко Олександр Миколайович 63. Матицин Володимир Митрофанович 64. Микійчук Володимир Пилипович 65. Мирошниченко Володимир Іванович 66. Момот Іван Михайлович 67. Муха Юрій Миколайович 68. Несен Володимир Григорович 69. Несен Микола Григорович 70. Овчарь Олег Олександрович 71. Олексенко Олександр Сергійович 72. Олійник Анатолій Петрович 73. Онищенко Володимир Вікторович 74. Онищенко Володимир Олександрович 75. Оніщенко Володимир Михайлович 76. Орос Катерина Іванівна 77. Панасенко Іван Якимович 78. Пархоменко Валерій Олексійович 79. Передерій Лариса Миколаївна 80. Перепелиця Микола Петрович | 81. Перерва Григорій Степанович 82. Петращук Онисій Васильович 83. Петрова Валентина Миколаївна 84. Полтавець Володимир Іванович 85. Полупан Сергій Миколайович 86. Попельнюх Анатолій Федорович 87. Прокоф'єв Андрій Олександрович 88. Проценко Ігор Анатолійович 89. Романчук Олег Миколайович 90. Руденко Владислав Григорович 91. Сазонов Сергій Васильович 92. Сільчук Василь Єрмолайович 93. Сірик Ігор Володимирович 94. Скочко Віктор Миколайович 95. Соколов Андрій Борисович 96. Стасовський Василь Іванович 97. Стеценко В'ячеслав Васильович 98. Стеценко Михайло Васильович 99. Супруненко Ігор Володимирович 100. Тараненко Юрій Миколайович 101. Тимоха Олександр Федорович 102. Трефілов Анатолій Миколайович 103. Удовіченко Олександр Васильович 104. Устименко Тетяна Анатоліївна 105. Фортуна Віктор Леонідович 106. Хан Григорій Сергійович 107. Харченко Михайло Іванович 108. Хлонь Тетяна Леонідівна 109. Хоменко Микола Олексійович 110. Хрістов Дмитро Іванович 111. Цомартов Юрій Муратович 112. Ченчевий Валерій Геннадійович 113. Чернявський Володимир Олександрович 114. Чобітько Ігор Вікторович 115. Шадчнєв Віктор Миколайович 116. Шевяков Сергій Григорович 117. Шкарбан Анатолій Миколайович 118. Шляховий Юрій Віталійович 119. Явдощук Олександр Панасович 120. Яковенко Олександр Іванович |